# Meitene
Meitene (ros. Мейтене) – stacja kolejowa w miejscowości Eleja, w gminie Jełgawa, na Łotwie. Położona jest na linii Jełgawa - Szawle.
Jest to łotewska stacja graniczna na granicy z Litwą.